# Świątynia Minerwy Medica
Świątynia Minerwy Medica – datowana na IV wiek starożytna budowla, wznosząca się przy via Gilotti na rzymskim Eskwilinie.
Budowla znajduje się w pobliżu dworca kolejowego Roma Termini, niedaleko bramy Porta Maggiore, na terenach przypuszczalnie wchodzących w starożytności w skład ogrodów cesarza Galiena (Horti Liciniani). Wzniesiona na planie dziesięciokąta, ma 24 m średnicy i oryginalnie liczyła 33 m wysokości. Do jej konstrukcji użyto betonu okładanego cegłą, ściany (zarówno zewnętrzne, jak i wewnętrzne) wyłożono marmurem, wnętrze natomiast ozdobione zostało mozaikami. W dolnym poziomie budowli znajduje się portal wejściowy oraz dziewięć nisz, w których przypuszczalnie umieszczone były posągi, w górnym natomiast wysokie, łukowate okna. Całość nakryta była pierwotnie kopułą, która zawaliła się w 1838 roku. W trakcie przeprowadzonych w latach 1875–1878 prac archeologicznych w ruinach budowli odkryto dwa posągi przedstawiające rzymskich urzędników ciskających chustę (mappa) – sygnał do rozpoczęcia wyścigów rydwanów.
W XV wieku budowlę określano nazwą Le Galluzze, której znaczenie jest dzisiaj niejasne. Swoją obecną, niemającą żadnego źródłowego potwierdzenia nazwę uzyskała w XVIII wieku w związku z rzekomym odnalezieniem w niej, znajdującego się w kolekcji rodziny Giustiniani, posągu Minerwy z wężem, który w rzeczywistości został odkryty w zupełnie innym miejscu. Również sama identyfikacja budowli jako świątyni jest błędna – najprawdopodobniej było to nimfeum.